# Teki
Teki est une localité du Cameroun située dans le département du Mayo-Tsanaga et la Région de l'Extrême-Nord, à proximité de la frontière avec le Nigeria. Elle fait partie de la commune de Mogodé dont elle est distante d'environ 5 kilomètres. 

## Population
Lors du recensement de 2005, la population comptait 1 300 habitants.

## Histoire
Remontant à l'histoire et à l'historique de ce village, il reste le point de départ de la ville de Mogodé, car la plupart des figures brillantes du chef-lieu d'arrondissement y ont enterré leur cordon ombilical. Les filles et fils de ce village n'y veulent pas élire logis à cause d'une malédiction laissée par un ancêtres au nom de Teakirda. Selon les sources orales, cet ancêtre aurait maudit cette localité à la suite du vol de son bétail par un natif du village bien qu'inconnu. De ce fait, il déclara Teki tekata c'est-à-dire « Teki ne va pas se développer ». Ainsi donc les aînés ont inculqué cette idée aux enfants, qui ont longtemps cru fidèlement à ce dogme. C'est vers les années 2010 que les jeunes ont banalisé cette pensée endormante pour se lancer dans la recherche du développement personnel et communautaire. À partir de là, les jeunes s'activent et ont mis sur pied un comité de développement dénommé Assoffivitek, c'est-à-dire « Association des filles et fils du village Teki ».